# 本丸
本丸（ほんまる）係指日本城堡的核心曲輪。亦被稱做一之曲輪、本曲輪、一之丸（『日葡辭書』）。在中世城郭則有本城、實城、詰丸等依各城而名稱有異。日本的中世考古學中稱作主郭。
此外，常被用做比喻事物的本質、組織的核心。

## 用途

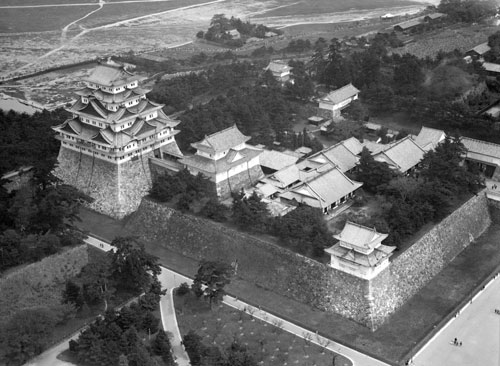
近世城堡（平城）的本丸（名古屋城）。1933年左右)

中世的山城之中，作為本丸的主郭中設置有可讓大將居住的陣屋，供戰時由山麓的居館移至此坐鎮指揮。
近世的本丸中設置有城主及其家屬所居住的奧御殿、行政辦公的表御殿。其它還建有為因應非常時刻的多層天守和櫓，其作為城主的權威象徵外也是最後的防線。若是在本丸內或本丸外有建置天守的小規模曲輪，則稱為天守曲輪或是天守丸。
另一方面也有不同的配置方式：將本丸機能放在二之丸或三之丸，本丸只設有天守或櫓等防禦設施，不設置能供日常生活用的建築等精簡型式。或者因為面積狹小，只持有戰時能作為詰丸的機能等。

### 本丸的御成御殿
作為特殊用，例如江戶時代的大坂城或名古屋城、淀城、宇都宮城等，設置本丸中的御殿在作為將軍御成之際的住宿所時，城主會在本丸以外的曲輪另外設置御殿供生活起居已及處理政務。在大坂城的狀況，因城主為江戶的德川將軍家，一般大坂城代以及部下集中在西之丸或二之丸。名古屋城或淀城則是主要作為將軍上洛時的住所，宇都宮城是將軍至日光東照宮參拜時的宿泊所。此類做為德川將軍御成專用的本丸御殿稱為「御成御殿」

## 現狀
現存的本丸御殿非常稀少，目前還保有的有高知城、川越城、松前城等等。在這之中，高知城的本丸是至今還保有天守、御殿、城門、櫓、塀的實例。

## 關連項目
- 國衙
- 守護所
- 武家造
- 主殿造
- 書院造
- 武家屋敷